# Kilafors bruk

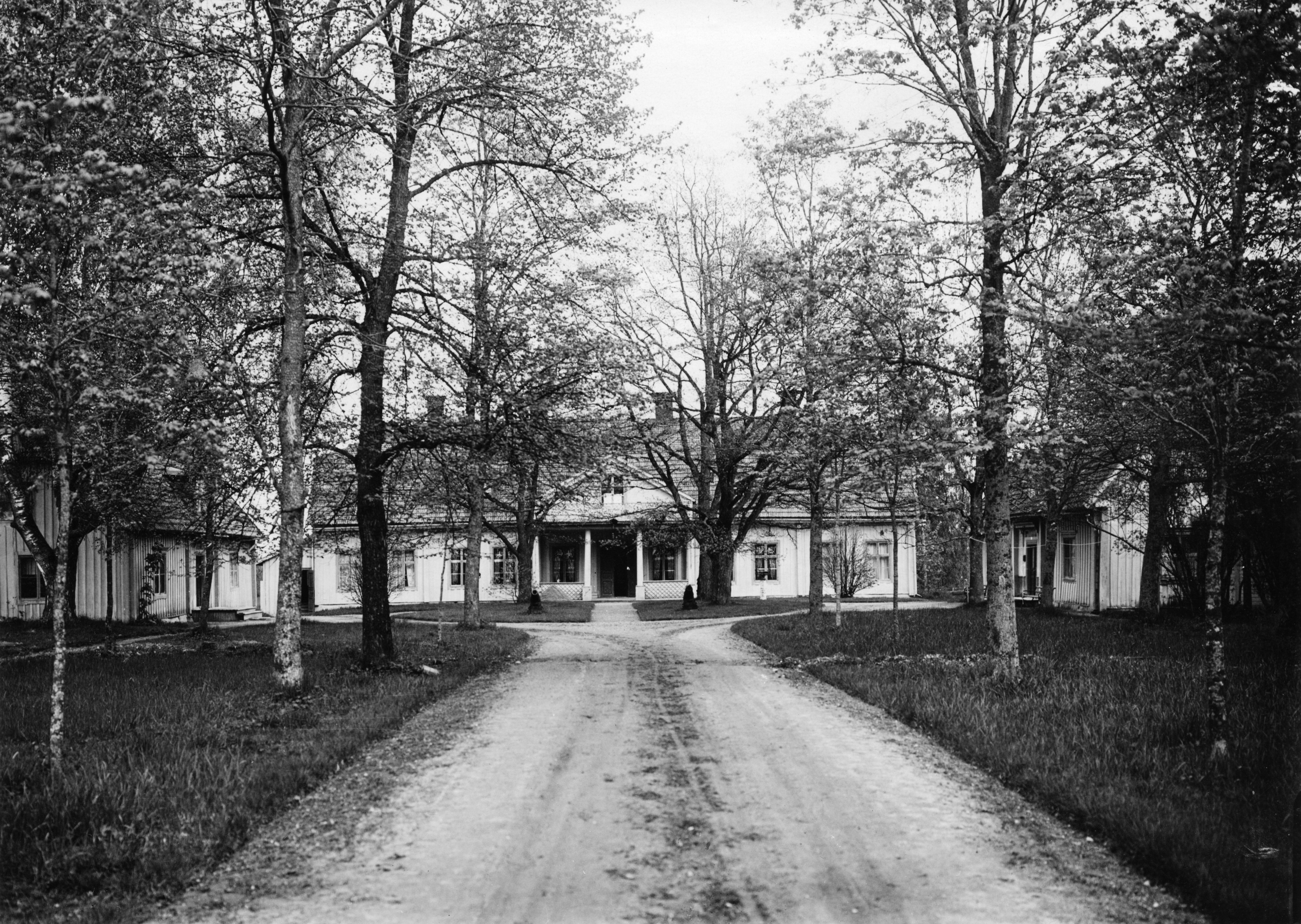
Gamla Kilafors herrgård innan rivning på 1930-talet.

Kilafors bruk är ett gammalt järnbruk i södra Hälsingland i Hanebo socken grundat 1725. Andra benämningar på bruket är Kilaforsverken och från 1870-talet Kilafors jernwerk AB. Järnhanteringen upphörde i slutet av 1800-talet och verksamheten fokuserades på skogsbruk. Anläggningen låg vid Kilåns utlopp i Bergviken och forsen, som också gett namn åt orten Kilafors, nyttjades för stångjärnshammaren. Kilafors bruk bestod av en grupp bruk och anläggningar i södra Hälsingland, såsom Annefors och Hällbo. 

## Historik

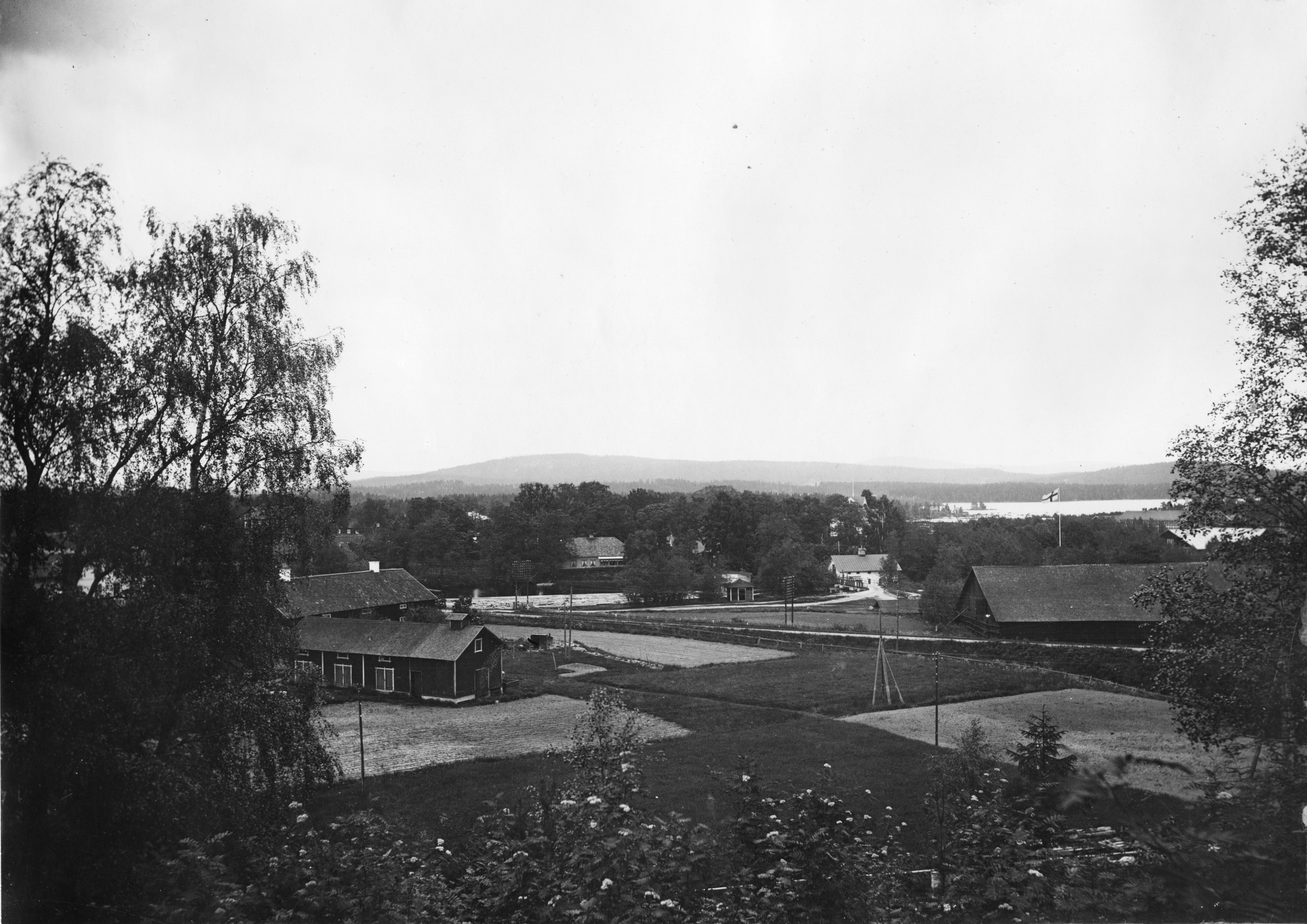
Vy över Kilafors bruk en sommardag år 1925 från foten av Rumpberg mot Hårgaberget vid horisonten i norr. Bakom byggnaderna till vänster, som brukats som smedbostäder, skymtar järnvägsbron över Kilån. På andra sidan av järnvägen, som löper vågrätt över bilden, ligger det långa kolhuset längst till höger. Bakom denna byggnad ses närmast en flaggstång med en flagga med ett mörkt kors på ljus bakgrund, vilket blir effekten när svenska flaggan avbildas med ortokromatisk film. Längre bort i samma riktning breder sjön Bergviken ut sig. I mitten av bilden ligger hammarsmedjans damm med flottat timmer och på den bortre sidan av dammen står herrgårdsbyggnaderna.

Bruket grundades i kölvattnet av att ryssarna bränt järnbruket Östanbro i Sandarne vid hälsingekusten den 20 maj 1721 klockan sex på kvällen. Bakgrunden till rysshärjningarna var att göra svenskarna medgörliga inför fredsförhandlingar i stora nordiska kriget. Bränderna gjorde att bruksägarna sökte sig längre in i Hälsingland för att undvika utsatthet för fler krigshandlingar. Flytten av bruken pågick under ett antal år. Bland andra var Mo en tänkbar plats, men de som ägde manufakturverket sa ifrån. Efter det blev det slutligen sockenmännen i Segersta och Hanebo socken som gav sitt tillstånd den 28 juli 1723 att anlägga en stångjärnssmedja vid Kilån. När bruket anlades blev bönderna i Segersta och Hanebo ålagda av Bergskollegium att tillgodose bruket med kol. Bruket innebar att den första sågkvarnen, en vattendriven såg, i Hanebo socken anlades vid Knupbodarna.
Brukets anläggning var emellertid ännu inte helt avgjord i och med detta, ty biskopinnan Catharina Bröms kom att protestera mot brukets installation hos Bergskollegium. Hon var då brukspatron över Ockelboverken och hade intresse av att uppföra en masugn i Kilafors, vilket stod i konflikt med anläggningen av det nya bruket. Förhandlingarna pågick under flera år och slutade med att Bröms fick privilegiet för Kilafors järnbruk. Den 29 oktober 1725 stod hon som ägare efter en uppgörelse med Samule Crispin Ulf och Görgen Folcker. Masugnen anlade Bröms år 1726 i stället en mil uppströms från Kilafors där Hällbo sedermera kom att växa fram.
Under ledning av bruksägare Carl Anton Rettig ändrades företagsformen till aktiebolag 1874 och Kilafors jernwerk AB bildades. 1895 förvärvade Jonas Johnsson på Torsberg bruket för att bygga till en större och modernare ångsåg. Flottarleden från Flugen till Kilafors anlades. I samband med detta avvecklades järnhanteringen på grund av dålig lönsamhet i och med bruksdöden som drabbade många mindre bruk och skogen började få ett eget ekonomiskt värde utöver att vara bränsleförsörjning. Järnhanteringen avvecklades och den nya ägaren satsade på att förädla skogen. Kilafors jernwerk AB avvecklades på 1960-talet och skogsinnehavet såldes till Kopparfors. Lantbrukets åkermarker, ladugård och kraftstation styckades, av inklusive Kilafors herrgård, och Kilafors lantbruk bildades.

## Byggnader och anläggningar
Kilaforsverken bestod av en samling bruk och anläggningar geografiskt spridda över Hanebo och Bollnäs socken i södra Hälsingland. Förutom i Kilafors fanns verksamheten fanns på orterna Hällbo, Katrineberg, Loviseberg, Annefors och Tönshammar i Skog socken. I Kilafors fanns en övre hammare i Hallen strax utanför Kilafors, som också kallades Bofarahammaren. Bofarahammaren låg uppströms från Kilafors och den nedre hammaren låg nedströms. 
I den brandförsäkring som upprättades under 1830-talet bestod bruket av en övre och en nedre stångjärnssmedja i Kilafors, en spiksmedja i Knisselbo, två stångjärnshammare och ett manufakturverk i Annefors och en stångjärnshammare i Tönshammar.
Kilafors Herrgård byggdes på sent 1700-tal och var bruksägarens bostad. På herrgårdsområdet fanns också brukskontoret och andra byggnader och den låg i anslutning till smedjan och dammen. Herrgården av trä hade nio rum på bottenvåningen och fyra på vinden. Byggnaden revs år 1936 och ersattes av en ny byggnad ritad av Björn Hedvall.

### Transporter

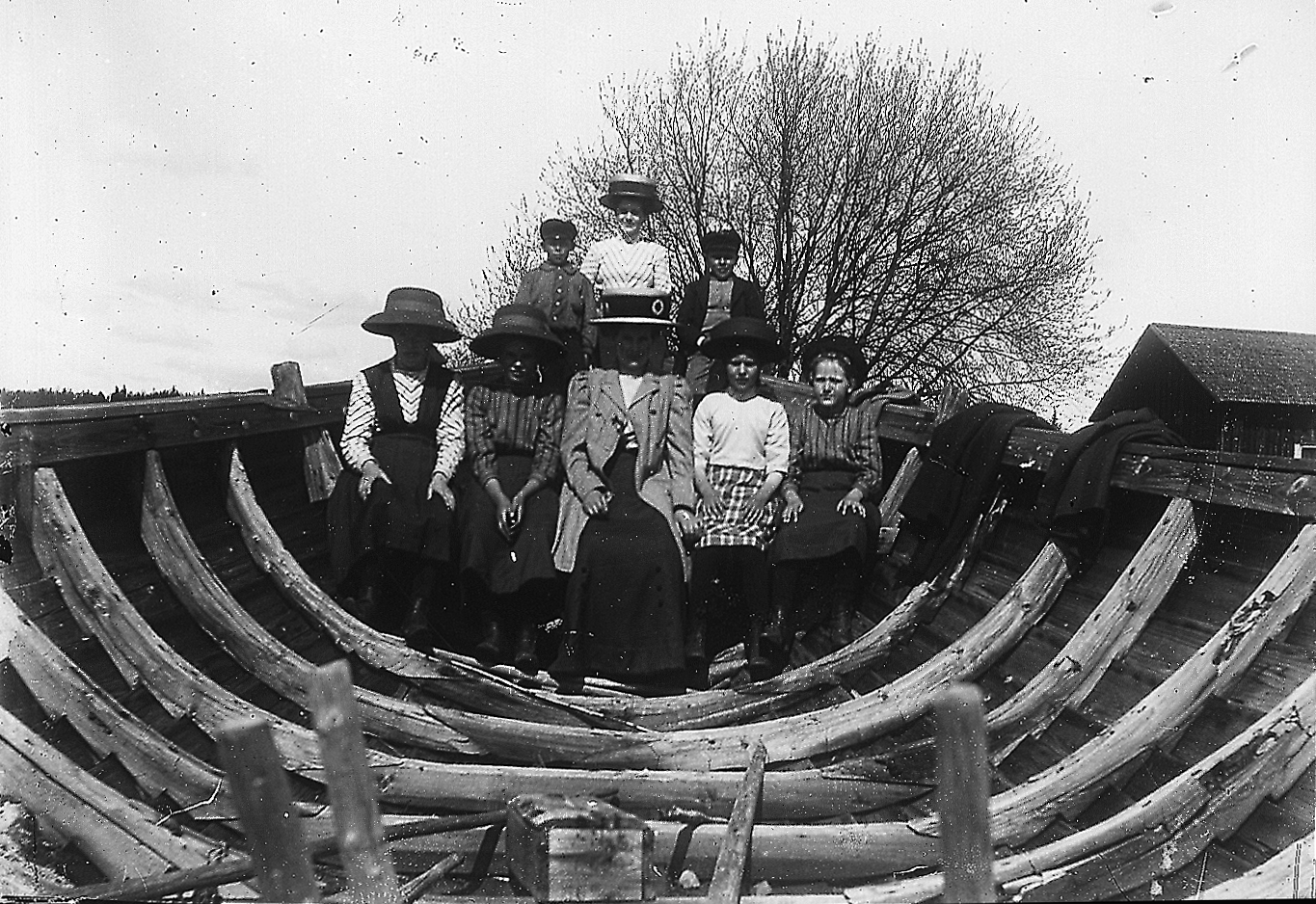
Järnhaxen, båten som användes för att transportera järnet över Flugdammen.

Järnmalmen hämtades från gruvor som ägdes av Bröms, exempelvis Vintjärn. Man tog också malm från Utö gruvor i Stockholms södra skärgård och från Gällsjögruvorna i södra delen av Bollnäs socken. 
Under 1700- och 1800-talen skedde transporterna med båt och häst och vagn eller släde. Från gruvorna fraktades malmen till masugnen i Hällbo. Från Vintjärn skedde transporten över skogen under vintern med häst och släde och från Utö gruvor fraktades malmen längs kusten norrut till Söderhamn och sedan inåt landet med häst och släde vintertid. I masugnen smältes malmen till tackjärn. Järnet lagrades i järnbodar i Hällbo för att sedan transporteras med häst och kärra till Kilafors och Annefors allt eftersom järnbodarna blev fulla. Sjöarna nyttjades också för transporter så mycket som möjligt, så lilla och stora Flugen användes som sjöväg mot Annerfors och mot Kilafors användes Bofarasjön. Järnet roddes då med stora järnbåtar, så kallade haxar. Dammen mellan stora och lilla Flugen, Flugdammen, var en hålldamm för magasinering av vattnet. Flugdammen fungerade som mellanstation för järnet som roddes från Lillflugen till Flugdammen för att lagras i en järnbod som mellanstation och från Flugdammen roddes det sedan över Storflugen till övre järnboden. Stångjärnet gick efter att det blivit färdigställt till Söderhamn över Bergviken och Marmen. Längs kusten fraktades malmen från Söderhamn till stapelstäder.

### Området idag
Bruksområdet idag innehåller både synliga lämningar och lämningar som finns på historiska kartor, men sannolikt ligger under jord idag. Flera av områdets ursprungligen drygt 60 byggnader är idag försvunna, många av industribyggnaderna revs under 1920-talet. Totalt 13 byggnader finns bevarade, i några fall har man annars byggt nytt på den gamla stengrunden. Resterna av masugnen är i ruiner.
De synliga lämningarna vid vattnet innefattar en 20 meter lång och fem meter hög damm i sten, byggd av huggna stenar och slaggsten från bruket. En vattenränna i trä och kraftstationen från 1920-talet belägen nedströms om dammen. Utöver det fanns det enligt kartorna ett flertal dammar, broar och byggnader som är helt försvunna idag.

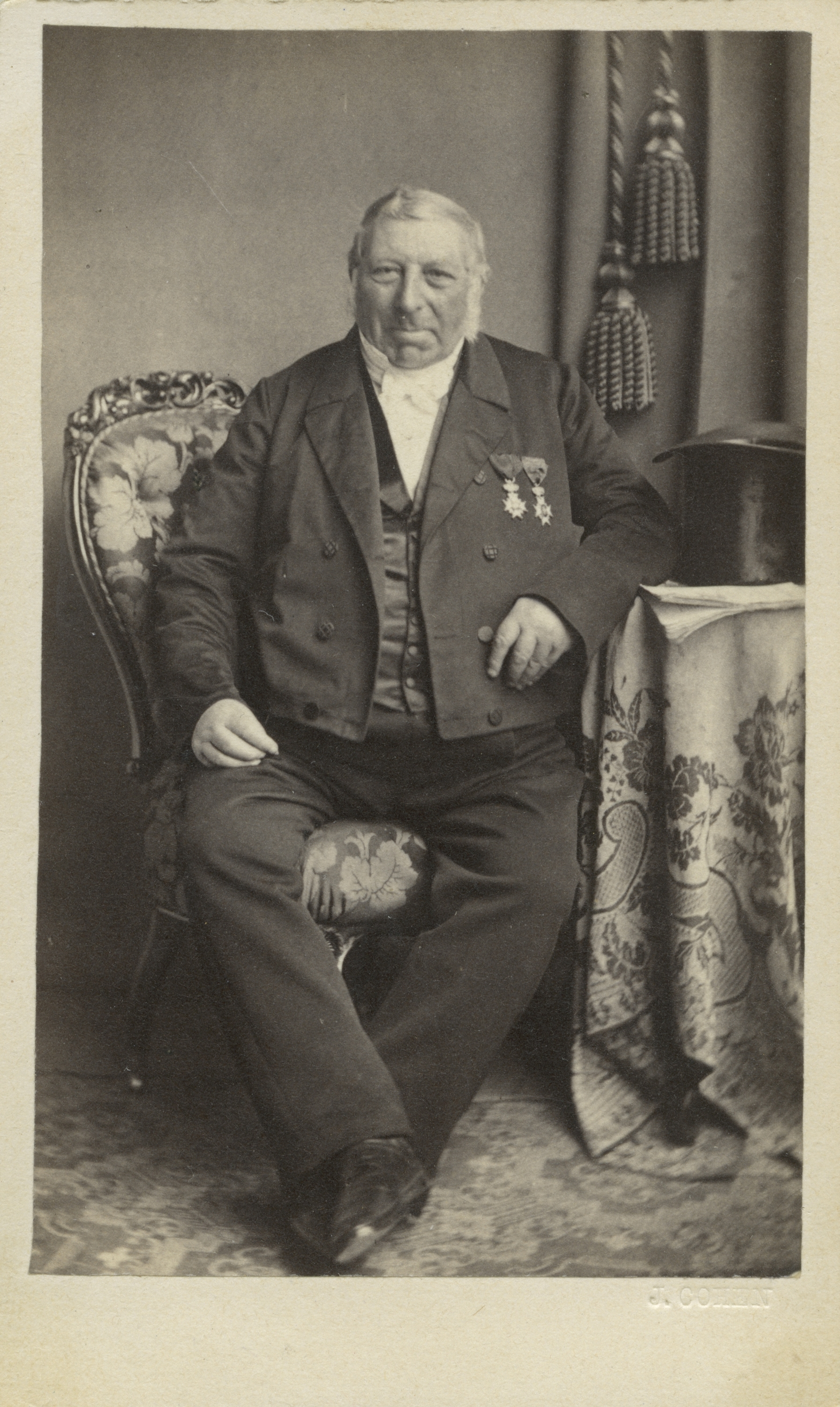
Handelsmannen och bruksägaren
Pehr Christian Rettig.

## Ägarlängd
- 1725–1735 Biskopinnan Catharina Bröms
- 1735–1753 Biskopinnan Helena Cederström
- 1753–1755 Presidentskan Catharina Kristina Caméensköld
- 1755–1780 Landshövding Carl Bunge
- 1785–1786 George Seton
- 1785–1780 Carl-Gustav Netzel och Lars Persson-Reimers
- 1755–1780 Landshövding Carl Bunge
- 1834–1845 Handelsman Pehr Christian Rettig
- 1845–1895 Carl Anton Rettig
- 1896–1922 Jonas Johnsson, under en tid med sonen Albert Johnsson som delägare.
- 1922–1953 Bröderna Arne och Axel Johnsson
- 1953–1969 Syskonen Birgitta och Ulf Johnsson-Norinder